# Calicium lenticulare
Calicium lenticulare  је крстолики лишај који се може наћи на дрвећу у југозападном региону Западне Аустралије.